# Fiat Zero
De Fiat 12/15HP Zero is een model van het Italiaanse merk FIAT. De auto werd in productie genomen in 1912. Het was de eerste Fiat die meer dan 2000 keer geproduceerd werd.
In tegenstelling tot wat de naam doet vermoeden, heeft de auto geen 12 of 15 maar 18 pk. De typenaam slaat op het aantal pk's waarover belasting betaald moest worden.
Toen de auto werd geïntroduceerd kostte hij 8.000 Italiaanse Lire. Later werd die prijs verlaagd naar 6.900 Lire, wat omgerekend ongeveer €25.000 is.
Door de Eerste Wereldoorlog moest de productie in 1915 gestaakt worden. Er zijn nog circa 5 Zero's in Europa, waaronder een rijdende in Nederland.